# Рангсдорф
Рангсдорф (њем. Rangsdorf) општина је у њемачкој савезној држави Бранденбург. Једно је од 16 општинских средишта округа Телтов-Флеминг. Према процјени из 2010. у општини је живјело 10.190 становника. Посједује регионалну шифру (AGS) 12072340.

## Географски и демографски подаци
Рангсдорф се налази у савезној држави Бранденбург у округу Телтов-Флеминг. Општина се налази на надморској висини од 36 метара. Површина општине износи 33,7 km². У самом мјесту је, према процјени из 2010. године, живјело 10.190 становника. Просјечна густина становништва износи 302 становника/km².